# Microstigmatium unifasciatum
Microstigmatium unifasciatum là một loài bọ cánh cứng trong họ Cleridae. Loài này được Kraatz miêu tả khoa học năm 1899.